# Quốc lộ 19C
Quốc lộ 19C là một tuyến đường bộ liên tỉnh nối 2 tỉnh: Đắk Lắk, Gia Lai.
Quốc lộ có tổng chiều dài 151,4 km, điểm đầu giao với Quốc lộ 1 tại Km 1220+00 thuộc địa phận xã Tuy Phước, Gia Lai, điểm cuối giáp với Quốc lộ 26 thuộc Xã M’Drắk (Đắk Lắk). Trong đó, đoạn qua tỉnh Gia Lai dài gần 40 km (vốn là tỉnh lộ 638), đoạn qua tỉnh Đăk Lăk dài hơn 112 km (vốn là tuyến trục dọc miền Tây Phú Yên cũ, không tính đoạn trùng quốc lộ 29 dài gần 3 km). Mới đây, tỉnh lộ 670 có chiều dài 47 km thuộc địa phận tỉnh Gia Lai đã được nâng cấp lên thành quốc lộ và lấy tên là Quốc lộ 19C, điểm đầu giao với Quốc lộ 1 tại ngã ba xã Kon Dơng (Gia Lai), điểm cuối giao với Quốc lộ 14A tại ngã ba Trà Huỳnh thuộc xã Ia Khươl (Gia Lai). Như vậy, Quốc lộ 19C có tổng chiều dài là 198,4 km không tính đoạn trùng Quốc lộ 1 (Diêu Trì - Ngã ba Bà Di) và Quốc lộ 19 (ngã ba Bà Di - ngã ba Kon Dơng).
Dự án nâng cấp Quốc lộ 19C đoạn qua Phú Yên đã được khởi công ngày 6 tháng 7 năm 2015. Dự án nâng cấp tổng chiều dài 56,7 km, mặt đường rộng 5,5m được thảm bê tông nhựa hoặc bê tông xi măng và 15 cầu rộng từ 9 m trở trên, với tổng mức đầu tư 4.662 tỉ đồng bằng nguồn vốn trái phiếu Chính phủ, thời gian dự kiến hoàn thành trong tháng 7 năm 2018.
Hiện nay (2019) đoạn Quốc lộ 19C trên địa bàn tỉnh Đắk Lắk dài khoảng 27 km từ thị trấn M'Drắk đến ranh giới tỉnh Phú Yên (cũ) hư hỏng rất nặng, mặt đường hầu hết không còn nhựa mà chỉ còn đất đá lổn nhổn.